# Andreaea squarrosa
Andreaea squarrosa là một loài rêu trong họ Andreaeaceae. Loài này được Mitt. mô tả khoa học đầu tiên năm 1869.